# 305-мм гаубиця зразка 1915 року

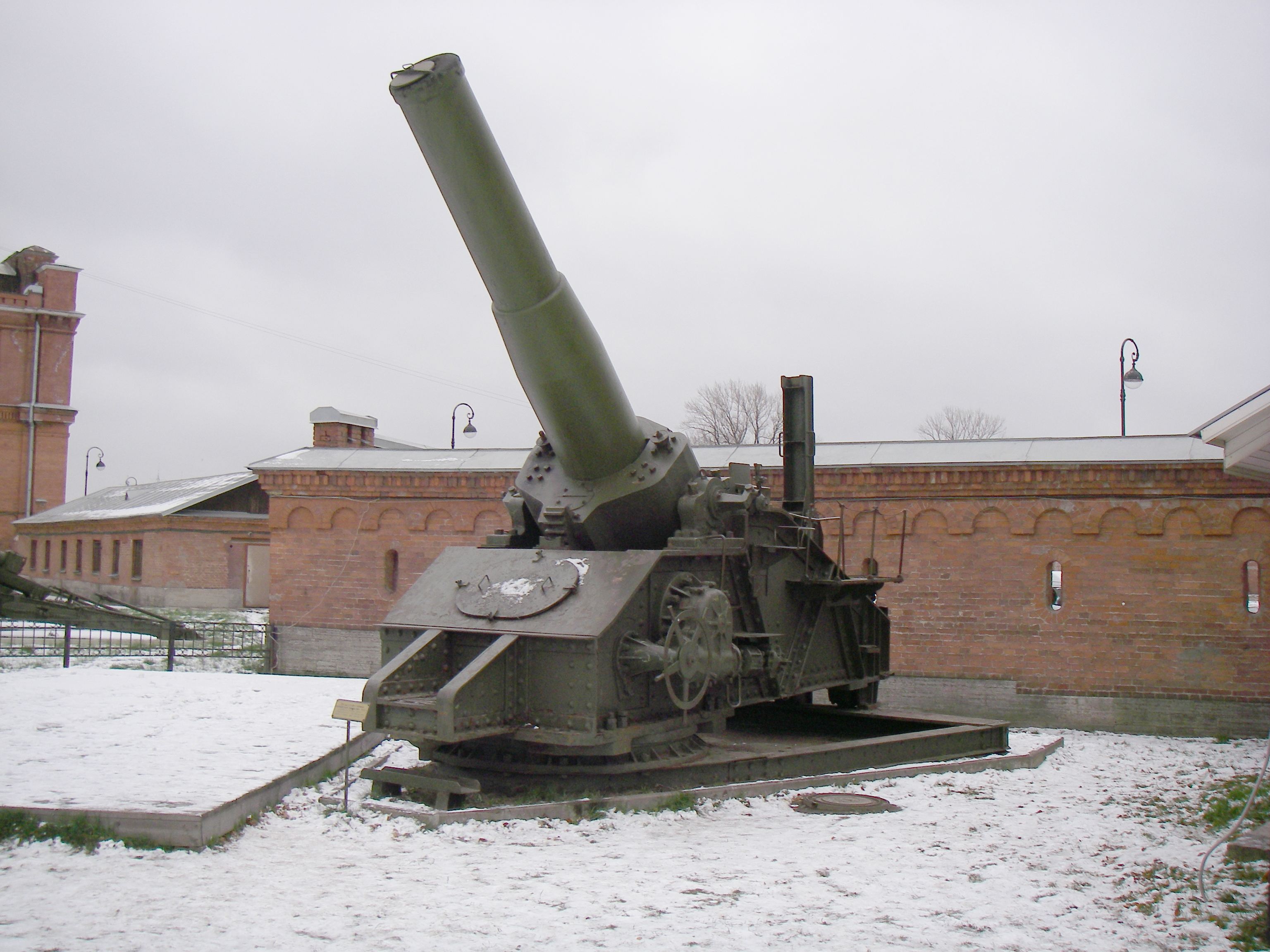

305-мм гаубиця зразка 1915 року (рос. 305-мм гаубица образца 1915 года)— російська гаубиця особливої потужності. Маса зброї — 63,9 т. Маса набою — 377 кг. Початкова швидкість — 442 м/с. Дальність стрільби — 13,47 км. Кут вертикального наведення — 58°, горизонтального — 60°. Скорострільність — 0,3 пострілу за хвилину. Транспортування гаубиці здійснювалася за допомогою залізничного транспорту.

## Застосування
Партія з восьми гаубиць виготовлялася спочатку для потреб флоту, але була переуступлена Військовому відомству Росії. У липні 1915 року в ГАУ (Головне артилерійське управління) розглянули результати випробувань морських 305-мм гаубиць, і було вирішено прийняти їх і на озброєння армії.
13.08.1915 Обухівському заводу було дано замовлення на виготовлення восьми 305-мм гаубиць зразка 1915 року ціною 271 500 рублів за гаубицю. Відповідно, Обухівський завод дав замовлення Металевому заводу на вісім лафетів. Гаубиці, замовлені ГАУ, були влаштовані однаково з гаубицями Морського відомства, але призначалися для установки на дерев'яних підставах. 
02.11.1915 наспів ще один наряд головним артилерійським управлінням (ГАУ) Обухівському заводу на чотири гаубиці. І, нарешті, 26 січня 1916 року вступив наряд на тридцять шість гаубиць.
Здача дванадцяти гаубиць за першими двома нарядами закінчилася в липні 1916 року. А по третьому наряду на тридцять шість гаубиць до
1.01.1917 здали 21 гаубицю, 16 з них було вивезено з заводу. До 1.11.1917 з замовлення на тридцять шість гаубиць тридцять було прийнято, двадцять дев'ять відправлено з заводу, дві гаубиці нарізані, інші — в різних стадіях скріплення.
До травня 1917 року було сформовано шість двухорудійних батарей з 305-мм гарматами зразка 1915 року. Те ж число збереглося і на вересень 1917 року. Вони входили до складу 201-ї артилерійської бригади (три батареї літера «В») і 203-ї артилерійської бригади (три батареї літера «В»). За відомостями генерала Барсукова Є. З. в ході військових дій в 1916-1917 років було втрачено дванадцять 305-мм гаубиць зразка 1915 року. 
Входила до важкої артилерії особливого призначення (ВАОП).
Станом на 1.06.1941 року в РСЧА була 31 гаубиця. Входили до складу п'яти окремих артилерійських дивізіонів особливої потужності (ОП) РВДК в Орловському військовому окрузі. У кожному дивізіоні було по три батареї двухорудійного складу (всього 6 гаубиць). Ще одна гаубиця знаходилась в Московському військовому окрузі. Така організація залишалася до кінця Німецько-радянської війни. Так, станом на 1 травня 1945 року в п'яти окремих артилерійських дивізіонах по штату повинно бути 30 гаубиць, а фактично було 29.
Застосовувалася в ході Німецько-радянської війни для придушення укріплень супротивника в ході наступальних операцій в Східній Пруссії, зокрема, при взятті Кенігсберга. Крім того, дані гаубиці використовувалися для руйнування дотів в боях на Карельському перешийку в 1944 році, як і 280-мм мортири Шнейдера. 